# William T. Vollmann
William T. Vollmann (Los Angeles, 28 de juliol de 1959) és un escriptor estatunidenc. Entre la seva extensa bibliografia, destaquen les novel·les Historias del mariposa (Muchnik, 1995), The Royal Family (Penguin Books, 2001) i Europa central (Mondadori, 2007); les cinc entregues publicades de la sèrie Seven Dreams (Penguin Books) sobre l'enfrontament entre els indis natius americans i els colonitzadors europeus; les col·leccions de relats Trece relatos y trece epitafios (El Aleph, 1996) i Historias del arcoíris (Pálido Fuego, 2013); una crítica a la violència en set volums, Rising Up and Rising Down (McSweeney’s Books, 2003) i l'assaig Los pobres (Debate, 2011).
L'any 2005 va guanyar el National Book Award, el guardó literari més important dels Estats Units. També li han estat concedits el PEN Center USA West Award for Fiction, el Shiva Naipaul Memorial Prize i el Whiting Writers' Award. La seva obra periodística i de ficció ha estat publicada a The New Yorker, Esquire, Spin i Granta.